# Brachyloma ericoides
Brachyloma ericoides là một loài thực vật có hoa trong họ Thạch nam. Loài này được (Schltdl.) Sond. mô tả khoa học đầu tiên năm 1854.